# 韓國節日
韩国节日分为“国庆日”“国旗揭扬日”和“公休日”三种。三一节（3月1日）、制宪节（7月17日）、光复节（8月15日）、开天节（10月3日）和韩文日（10月9日）是韩国的五个“国庆日”。“国庆日”在韩国是指全民共同庆祝的重要节日，与中華民國國慶日有所区别。根据韩国国旗法，韩国各家各户和道路两旁鼓励在“国庆日”、显忠日（降半旗）和國軍日悬挂韩国国旗。
下列是韓國節日的列表。

## 节假日
| 日期           | 中文名     | 韓文名 | 備註 | 國慶日 | 是否挂国旗 | 公休日 |
| -------------- | ---------- | ------ | --- | ------ | ---------- | ------ |
| 1月1日         | 元旦       |        | 公曆新年，放假1天。 | 否     | 否         | 是     |
| 農曆正月初一   | 農曆新年   |        | 放假3天（除夕到正月初二）。 | 否     | 否         | 是     |
| 3月1日         | 三一節     |        | 三一獨立運動週年紀念日，放假1天。                                                                                              | 是     | 是         | 是     |
| 4月5日         | 植木日     |        | 這一天全國各地植樹造林。 | 否     | 否         | 否     |
| 農曆四月初八   | 浴佛節     |        | 釋迦文佛誕辰日，各佛寺中舉行莊嚴典禮、法會與列入聯合國非物質文化遺產的燃燈會，放假1天。                                        | 否     | 否         | 是     |
| 5月5日         | 兒童節     |        | 這一天為兒童舉行各種慶祝活動，放假1天。                                                                                        | 否     | 否         | 是     |
| 5月8日         | 父母節     |        | 父親節+母親節一起過的意思。 | 否     | 否         | 否     |
| 農曆五月初五   | 端午節     |        | 端午節當天舉行的傳統慶典。江陵端午祭祝祭活動被列入聯合國教科文組織非物質文化遺產。                                             | 否     | 否         | 否     |
| 6月6日         | 顯忠日     |        | 韓國全國在這一天向因朝鮮戰爭以及其他戰爭中陣亡的將士獻祭，這天在首爾的國立公墓（如國立首爾顯忠院）會舉行紀念儀式，放假1天。    | 否     | 是（半旗） | 是     |
| 7月17日        | 制憲節     |        | 紀念「1948年」頒布韓國憲法。                                                                                                   | 是     | 是         | 否     |
| 8月15日        | 光復節     |        | 1945年8月15日，日本在第二次世界大战中戰敗並投降，韓國從日本統治中脫離並獨立。同時這一天還是1948年韓國政府成立紀念日，放假1天。 | 是     | 是         | 是     |
| 農曆七月七日   | 七夕       |        | 源于中国，称民俗日。 | 否     | 否         | 否     |
| 農曆七月十五日 | 盂蘭盆節   |        | 源於中國又稱백종일（百種日）、망혼일（亡魂日）或中元節。                                                                       | 否     | 否         | 否     |
| 農曆八月十五   | 秋夕       |        | 是韓國最重大的節日之一。人們在這天返鄉，掃墓，祭祖，放假3天（农历八月十四至十六）。                                            | 否     | 否         | 是     |
| 10月3日        | 開天節     |        | 紀念韓國神話中的檀君的节日，放假1天。                                                                                          | 是     | 是         | 是     |
| 10月9日        | 韩文日     |        | 紀念1446年朝鮮王朝颁布训民正音的节日，放假1天。                                                                                | 是     | 是         | 是     |
| 12月25日       | 聖誕節     |        | 耶穌基督誕辰，放假1天。 | 否     | 否         | 是     |
| 不固定         | 总统选举日 |        | 选出韩国总统的投票日。临时休假一天。                                                                                           |        |            |        |
| 不固定         | 地方选举日 |        | 根据韩国地方自治法，由当地具体投票选出当地地方长官以及地方议会的日子。临时休假一天。                                           |        |            |        |